# Амиан Марцелин
Амиан Марцелин (на латински: Ammianus Marcellinus) е римски историк, автор на исторически труд, обхващащ периода 353 – 378. Той е считан за последния значим историк на западащата Римска империя.
Грък по произход, Амиан се предполага, че е роден в Антиохия, Сирия. Потомък е на знатен род. Служил е в армията със звание protector domesticus. Амиан взема участие в много военни походи, включително и в персийския поход на Юлиан през 363 г. След като излиза в оставка в Рим Марцелин пише своята книга (между 380 и 390 г.).
Главното му произведение е „Деяния“ (Res gestae) (понякога наричано „История“) – един от най-важните източници за историята на Римската Империя и съседните народи през IV век. Написан е на латински език. Този труд обхваща периода от упралвението на император Нерва (80 г.) до смъртта на Валент през 378.
От 31 книги на „Деяние“ до нас са стигнали само последните 18 книги, от 14 до 31, където са описани събитията от 353 – 378 г. Трудът му е предимно на военна тематика, но съдържа и географски описания и философски разсъждения.